# Dysidinae
Dysidinae là một phân họ bọ cánh cứng.